# Albatros D.VII
L'Albatros D.VII, designazione aziendale L 34, era un caccia monomotore biplano realizzato dalla allora azienda tedesco imperiale Albatros Flugzeugwerke GmbH negli anni dieci del XX secolo e rimasto allo stadio di prototipo.
Basato sull'esperienza acquisita nello sviluppo dei precedenti pari ruolo realizzati dall'azienda, ne riproponeva l'impostazione generale con la fusoliera ricoperta da compensato abbinandola ad un nuovo motore V8, tuttavia le prestazioni espresse non vennero ritenute sufficienti per giustificarne l'avvio alla produzione in serie.

## Storia del progetto
Dopo il fallimento del caccia L 28 (D.VI) l'Albatros Flugzeugwerke, verso il termine della prima guerra mondiale, avviò lo sviluppo un modello, identificato dall'azienda come L 34 ed in base al sistema di designazione Idflieg D.VII). Il velivolo riproponeva la classica impostazione dei precedenti modelli Albatros D.III e D.V con una variazione nelle dimensioni della fusoliera, più corta dei due modelli citati.

## Tecnica
Il D.VII era un biplano totalmente ligneo se si escludono gli alettoni, la deriva e gli equilibratori rivestiti in tela. Il pilota sedeva in un abitacolo aperto sotto l'ala superiore. Il carrello era fisso, con il pattino in coda tipico degli aerei della Grande Guerra.
L'armamento del D.VII era lo standard dei caccia tedeschi del periodo, la motorizzazione invece era insolita. Il D.VII montava un motore Benz Bz.IIIb dotato di 8 cilindri a V. Grazie all'installazione di questo nuovo motore il muso diventava più corto, mentre i blocchi dei cilindri si trovavano disposti sui lati.

## Impiego operativo
Dopo i primi test ci si accorse subito però che il nuovo motore era totalmente inaffidabile, quindi il progetto venne accantonato e il prototipo demolito.

## Utilizzatori
Germania
- Luftstreitkräfte